# 323 (tal)
323 är det naturliga talet som följer 322 och som följs av 324.

## Inom vetenskapen
- 323 Brucia, en asteroid.

## Inom matematiken
- 323 är ett udda tal
- 323 är ett sammansatt tal
- 323 är ett defekt tal
- 323 är ett palindromtal
- 323 är ett Motzkintal